# Die schöne Krista
Die schöne Krista ist ein Dokumentarfilm von Antje Schneider und Carsten Waldbauer aus dem Jahr 2013.

## Inhalt
Die Kuh Krista soll als „Topmodel unter den Wiederkäuern“ zum Markenzeichen von Europas Ernährungsindustrie aufgebaut werden. Entdeckt wurde sie von einem jungen ostfriesischen Bauern (Jörg), der sich sehr für dieses Vorhaben und die Kuh Krista einsetzt. Doch ihre bodenständige Natur sperrt sich gegen die werblichen Verwertungsmechanismen.

## Produktion und Veröffentlichung
Der Film ist eine Produktion von Lichtblick Film und Lichtblick Media in Koproduktion mit dem ZDF, Das kleine Fernsehspiel. Das Projekt entstand in Zusammenarbeit mit der Film- und Medienstiftung NRW, der Mitteldeutsche Medienförderung, Nordmedia, Kuratorium junger deutscher Film und dem Filmbüro Bremen. Die schöne Krista wurde von Ariés Images verliehen.
Erstmals wurde der Film im Jahr 2013 auf den 47. Hofer Filmtagen aufgeführt, Kinostart in Deutschland war am 20. März 2014.

## Kritiken
„Das Regieduo Antje Schneider und Carsten Waldbauer hat die schöne Milchkuh Krista und ihren Besitzer auf Schritt und Tritt mit der Kamera begleitet und zeigt ein Kuhleben zwischen Schönheitswettbewerben, Besamungsversuchen und der Geburt des ersten Kälbchens. Das ist mitunter recht witzig eingefangen, doch wer geht für derlei Werke tatsächlich ins Kino?“

„Eine in langen Einstellungen und ruhigen Bildern eingefangene Langzeitbeobachtung über Kühe und Menschen. Allerdings begnügt sich der Dokumentarfilm mit seiner romantisierenden Sicht aufs Landleben und geht kritischen Ansätzen nicht nach.“

„Charmante Tierdokumentation.“

## Auszeichnungen
Die Dokumentation erhielt von der Deutschen Film- und Medienbewertung das Prädikat „besonders wertvoll“.